# Felicia Farr
Felicia Farr, född Olive Dines den 4 oktober 1932 i Westchester County, New York, är en amerikansk skådespelare. Farr har medverkat i ett dussintal filmer, mestadels vilda västern. Hon var gift med skådespelaren Jack Lemmon från 1962 fram till hans död 2001.

## Filmografi i urval
- Främlingen från vidderna (1956)
- 3:10 till Yuma (1957)
- Kyss mej dumbom (1964)
- Kotch (1971)